# Блейська Добрава
Блейська Добрава (словен. Blejska Dobrava) — поселення в общині Єсеніце, Горенський регіон, Словенія. Висота над рівнем моря: 582 м.